# China World Tower
Pour les articles homonymes, voir World Trade Center (homonymie).
La China World Tower (aussi connu sous le nom de China World Trade Center Tower 3) est un gratte-ciel de 330 mètres construit en 2010 à Pékin, en Chine. Il est situé à proximité du China World Trade Center Phase 3B.
Il s'agit de la troisième phase de développement du complexe China World Trade Center dans le quartier central des affaires de Chaoyang à Pékin, à la jonction du Troisième périphérique Est et de la Jianguomen Outer Street. Le bâtiment atteint sa hauteur maximale de 330 mètres le 29 octobre 2007 et est achevé en 2010. Le bâtiment présente une ressemblance frappante avec les tours jumelles du World Trade Center à New York, détruites lors des attentats du 11 septembre 2001. C'est la deuxième plus haute tour de Pékin.
Le bâtiment possède 74 étages en hauteur, 5 étages souterrains, 30 ascenseurs, abrite à sa base des commerces et dans les étages supérieurs un hôtel et des bureaux. Il est conçu par l'agence d'architectes Skidmore, Owings and Merrill qui travaillera aussi sur le One World Trade Center à New York, terminé en 2014.
L'héliport situé au sommet de la tour est, depuis 2014, le deuxième plus haut héliport du monde derrière celui du Guangzhou International Finance Center.